# Jean Edmond Dessirier
Jean Edmond Dessirier, né le 11 juin 1842 à Nancray (département du Doubs) et mort le 5 juin 1906 à l'hôtel des Invalides (Paris 7e), est un général français et gouverneur militaire de Paris (de 1903 à 1906).

## Biographie
Le général Jean Edmond Dessirier est né à Nancray (Doubs), le 11 juin 1842. Il est fils et petit-fils d'aubergiste et le petit-neveu du général Jean-François Boulart, qui avait épousé sa grand-tante Jeanne-Baptiste Dessirier. Il entra à l'école spéciale militaire de Saint-Cyr en 1861, puis intégra le 2e régiment de zouaves en 1863 comme sous-lieutenant . 
Il épouse Thérèse Méry et ils ont six enfants, dont Pauline Dessirier-Gillot (1881-1972) qui hérita entre autres biens de la Société française de munitions (SFM) de sa marraine et grande-cousine Emma Boulart-Gévelot, veuve du député et industriel de l'équipement militaire Jules Gévelot. Sa fille Pauline Dessirier, était l'épouse du chef de bataillon Albert Gillot et la grand-mère maternelle de Corinne Levasseur (1re épouse de Jean-Luc Lagardère et mère d'Arnaud Lagardère), cette dernière étant la principale héritière de la SFM, ainsi que des châteaux de Dieufit et du Prieuré et de l'île du Devant à Conflans-Sainte-Honorine.
Il décède en exercice, à Paris, alors qu'il en est gouverneur militaire, à l'hôtel des Invalides, le 11 juin 1906, après avoir été gravement malade pendant plusieurs semaines. Ses obsèques ont lieu le 8 juin à l'église Saint-Louis-des-Invalides et son corps est transporté à Nancray pour y être inhumé.
Ses trois fils meurent pour la France en 1914 et 1915. Ils sont enterrés auprès de lui en 1922. Le Petit Comtois du 22 juin 1922 rapporte l'imposante cérémonie et la vie du général.

## Carrière militaire
Entré à Saint Cyr le 3 décembre 1861 puis officier de zouaves, il est blessé et pris à Froeschwiller en 1870, il s'évade, gagne Bitche, traverse les lignes allemandes, gagne Vierzon, il fait la campagne de l'Est, il prend part aux campagnes de Kabylie en 1871, de Tunisie en 1881 et est nommé colonel en 1888. Général, il commande le septième corps d'armée en 1901. Membre du conseil supérieur de la guerre, il est nommé gouverneur de Paris par le général Louis André en 1903.
- En 1888, il est colonel au 34e régiment d'infanterie
- En 1893, il est colonel du 159e régiment d'infanterie
- De 1898 à 1900, il est chef de la 33e division d'infanterie (France)
- De 1900 à 1903, il dirige le 7e corps d'armée (France) à Besançon[9]
- De 1903 à 1906, il occupe la fonction de Gouverneur militaire de Paris

## Décoration
- Grand officier de la Légion d'honneur (1901)[10]